# Scheveningen
 Scheveningen – dzielnica Hagi (Holandia) o powierzchni 13,32 km² zamieszkana przez 61 053 osób (dane z 1 stycznia 2024), zlokalizowana nad Morzem Północnym, 6 kilometrów od centrum miasta.
Niegdyś wieś rybacka, a obecnie nowoczesny kurort (największy w Holandii), z długą piaszczystą plażą, nadmorską promenadą (ze sklepami, restauracjami, słonecznymi tarasami i akwarium), deptakiem, molo (odrestaurowanym w 2015 r., długości 381 m z wieżą widokową, diabelskim młynem o wysokości 50 m i możliwością skoków na bungee), latarnią morską oraz kasynem (Holland Casino, otwartym 4 października 1979). Dużą popularnością cieszy się miniaturowe miasto Madurodam. Port i przystań są wykorzystywane dla rybołówstwa i turystyki. Najbardziej charakterystycznym budynkiem dzielnicy jest Kurhaus, otwarty 11 lipca 1885, który w latach 1885–1969 pełnił funkcję domu uzdrowiskowego, a od 1979 r. jest luksusowym hotelem.
Osadę w tym miejscu założono w XII w. Pierwsza wzmianka o niej pojawiła się w dokumencie do hrabiego z 1357 r. W XIII w. zaczęli się tutaj osiedlać rybacy, czemu sprzyjał wzrastający popyt na ryby morskie. Scheveningen stało się najbardziej znane z połowów śledzi atlantyckich, które do dziś widnieją w jego herbie i fladze. Wieś często nawiedzały sztormy, niszcząc wiele budynków. Rozwój Scheveningen jako nadmorskiego kurortu związany jest z Grand Tour w XVII w. i XVIII w. Jednym z przystanków tego typu podróży była Haga, skąd do Scheveningen prowadziła piękna 2,2-kilometrowa aleja (Scheveningseweg, wybudowana w latach 1653–1655), a wzburzone morze stanowiło atrakcyjny kontrast dla uporządkowanych miast holenderskich. Pierwszą łaźnię otwarto w 1818 r., a wieś zaczęła stawać się kurortem wypoczynkowym. W 1862 r. ukończono budowę kanału (Het Kanaal), łączącego Scheveningen z Hagą i holenderskimi wodami śródlądowymi, dzięki czemu można było sprawniej transportować w głąb lądu złowione w morzu ryby. Podczas II wojny światowej Scheveningen, podobnie jak wiele innych miejsc nad Morzem Północnym, wyznaczono obszarem zamkniętym i ewakuowano w 1942 r. Obecnie dzielnica stanowi popularny cel wycieczek jednodniowych. W latach 1991–2011 corocznie organizowano tutaj międzynarodowy festiwal rzeźb z piasku. Od 1 stycznia 1951 w święto Nowego Roku odbywa się tutaj „noworoczne pływanie”, w którym bierze udział ponad 10 000 osób, głównie młodych. Na miejscowej plaży lub w jej sąsiedztwie cyklicznie odbywają się wydarzenia kulturalne (głównie muzyczne). Do dziś niewielka grupa, głównie starszych kobiet, nadal nosi lokalne stroje scheveningeńskie (scheveningse klederdracht), wśród których wyróżnia się: strój roboczy, strój codzienny, strój niedzielny i strój żałobny. Scheveningen ma swój własny dialekt – Schevenings.
Z centrum Hagi do Scheveningen można dojechać kilkoma liniami tramwajowymi (nr: 1, 9, 11, 12) oraz kilkoma liniami autobusowymi (nr: 21, 22, 23, 28).
Słowo Scheveningen to popularny holenderski szybolet.

## Atrakcje turystyczne
- Kąpielisko z molem
- Panorama Mesdag
- Madurodam – miasteczko modeli najcenniejszych zabytków architektury Holandii